# 1000-km-Rennen von Silverstone 1984

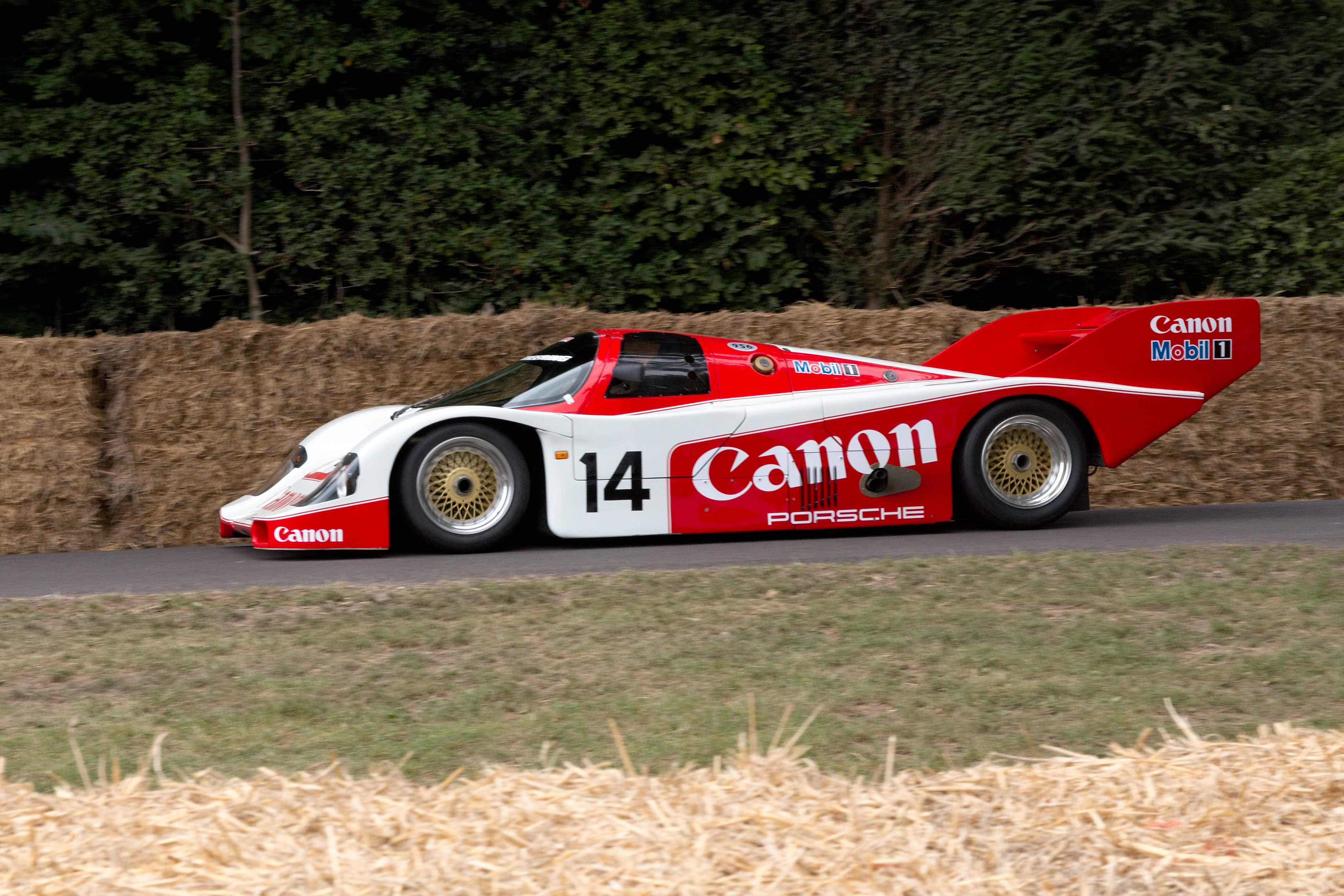
Der lange führende und am Rennende als Fünfter klassierte Porsche 956 von Jonathan Palmer und Jan Lammers

Das 1000-km-Rennen von Silverstone 1984, auch Grand Prix International 1000 kms, Silverstone Grand Prix Circuit, fand am 13. Mai auf dem Silverstone Circuit statt und war der zweite Wertungslauf der Sportwagen-Weltmeisterschaft dieses Jahres.

## Das Rennen
Der Gesamtsieg von Jochen Mass und Jacky Ickx im Werks-Porsche 956 kam glücklich zustande. Da die Porsche-Kundenfahrzeuge in Silverstone dieselben neuen Aluminium-Karosserien erhielten wie die Werkswagen und nun ebenfalls 850 Kilogramm schwer waren, war der Gewichtsvorteil der Werkswagen verschwunden. In der Vorsaison hatten die 6-Zylinder-Boxermotoren eine Verdichtung von 8,0 : 1. Im Gegensatz dazu fuhren die Kundenteams mit Motoren mit einer Verdichtung von 8,5 : 1. Mehrere Motorschäden bei Trainingsfahrten zwangen die Porsche-Teamleitung die Kolben der Kundenmotoren zu verwenden. Durch diese Maßnahmen waren die Kunden-956 den Werkswagen ebenbürtig.
Nach einer Anfangsführung des Trainingsschnellsten Riccardo Patrese im Lancia LC2 übernahmen Jonathan Palmer und Jan Lammers die Spitze im Rennen. Den deutlichen Sieg über die Werksmannschaft verhinderte eine verstopfte Ölleitung, die den Porsche knapp vor Rennschluss zu einer Reparatur an die Boxen zwang. Das Team verlor dabei 20 Minuten und den Gesamtsieg an den Werkswagen von Mass und Ickx.
Große Beachtung fand der Start von Richard Attwood, dem Le-Mans-Sieger von 1970. Attwood, der seit 1971 keine Rennen mehr bestritten hatte, fuhr gemeinsam mit John Sheldon und Mike Salmon den Nimrod NRA/C2B, der nach 103 gefahrenen Runden nach einem Motorschaden ausfiel.

## Ergebnisse

### Schlussklassement
| 1               | C1  | 1   | Rothmans Porsche                              | Jochen Mass Jacky Ickx                              | Porsche 956    | 212 |
| 2               | C1  | 7   | New Man Joest Racing                          | Henri Pescarolo Klaus Ludwig                        | Porsche 956    | 210 |
| 3               | C1  | 55  | Skoal Bandit Porsche Team                     | Rupert Keegan Guy Edwards                           | Porsche 956    | 207 |
| 4               | C1  | 5   | Martini Racing                                | Mauro Baldi Paolo Barilla                           | Lancia LC2-84  | 206 |
| 5               | C1  | 14  | GTi Engineering                               | Jonathan Palmer Jan Lammers                         | Porsche 956    | 203 |
| 6               | C1  | 11  | Kremer Racing                                 | Franz Konrad David Sutherland                       | Porsche 956    | 202 |
| 7               | C1  | 6   | Jolly Club                                    | Beppe Gabbiani Pierluigi Martini                    | Lancia LC2-83  | 201 |
| 8               | C1  | 33  | Skoal Bandit Porsche Team                     | Thierry Boutsen David Hobbs                         | Porsche 956B   | 199 |
| 9               | C1  | 12  | Schornstein Racing Team                       | Volkert Merl Dieter Schornstein Louis Krages        | Porsche 956    | 198 |
| 10              | C1  | 2   | Rothmans Porsche                              | Derek Bell Stefan Bellof                            | Porsche 956    | 195 |
| 11              | C1  | 19  | Brun Motorsport GmbH                          | Walter Brun Vern Schuppan                           | Porsche 956B   | 192 |
| 12              | C2  | 81  | Jolly Club                                    | Marco Vanoli Davide Pavia Almo Coppelli             | Alba AR2       | 188 |
| 13              | C1  | 46  | Pierre Yver                                   | Bernard de Dryver Pierre Yver                       | Rondeau M382   | 186 |
| 14              | C2  | 82  | Maurizio Gellini                              | Maurizio Gellini Pasquale Barberio Gerardo Vatielli | Alba AR3       | 186 |
| 15              | C1  | 35  | Procar Automobile AG                          | Huub Rothengatter Clemens Schickentanz              | Sehcar C83     | 179 |
| 16              | C1  | 21  | Charles Ivey Racing                           | John Cooper Dudley Wood Barry Robinson              | Grid S2        | 178 |
| 17              | C1  | 13  | Primagaz Team Cougar                          | Alain de Cadenet Yves Courage                       | Cougar C01B    | 177 |
| 18              | C2  | 79  | A.D.A. Engineering                            | Ray Taft Tom Dodd-Noble Ian Harrower                | ADA 01         | 173 |
| 19              | B   | 102 | Jürgensen Racing                              | Edgar Dören Walter Mertes                           | BMW M1         | 170 |
| 20              | B   | 100 | Rolf Göring                                   | Hans-Jörg Dürig Rolf Göring Mario Ketterer          | BMW M1         | 168 |
| 21              | C   | 34  | Team Australia                                | Larry Perkins Peter Brock                           | Porsche 956    | 162 |
| 22              | GTX | 131 | Vittorio Coggiola                             | Vittorio Coggiola Gianni Mussato Gianni Giudici     | Porsche 935    | 154 |
| Nicht klassiert |     |     |                                               |                                                     |                |     |
| 23              | C1  | 65  | John Bartlett                                 | John Brindley Steve Kempton John Bartlett           | Lola T610      | 138 |
| 24              | C2  | 70  | Spice-Tiga Racing                             | Neil Crang Ray Bellm Gordon Spice                   | Tiga GC84      | 117 |
| 25              | C1  | 16T | GTi Engineering                               | Richard Lloyd Nick Mason                            | Porsche 956    | 65  |
| Disqualifiziert |     |     |                                               |                                                     |                |     |
| 26              | C2  | 74  | Scorpion Racing Services                      | Eddie Arundel James Weaver John Jellinek            | Arundel C200   | 34  |
| Ausgefallen     |     |     |                                               |                                                     |                |     |
| 27              | C1  | 18  | Obermaier Racing GmbH                         | Jürgen Lässig George Fouché Hervé Regout            | Porsche 956    | 201 |
| 28              | C1  | 9   | Team Gaggia Porsche                           | Oscar Larrauri Massimo Sigala                       | Porsche 956    | 180 |
| 29              | C2  | 77  | Ecurie Ecosse                                 | Mike Wilds David Duffield                           | Ecosse C284    | 177 |
| 30              | C2  | 86  | Mazdaspeed                                    | Yōjirō Terada Pierre Dieudonné                      | Mazda 727C     | 151 |
| 31              | B   | 117 | Strandell Motors                              | Tomas Wiren Kenneth Leim                            | Porsche 930    | 114 |
| 32              | GTP | 88  | Arthur Hough Pressings Ark Racing             | Max Payne Chris Ashmore                             | Ceekar 83J-1   | 106 |
| 33              | C1  | 31  | Viscount Downe with Aston Martin Lagonda Ltd. | Richard Attwood John Sheldon Mike Salmon            | Nimrod NRA/C2B | 103 |
| 34              | B   | 107 | Raymond Boutinaud                             | Raymond Boutinaud Philippe Renault Gilles Guinand   | Porsche 928S   | 100 |
| 35              | C2  | 99  | J.Q.F. Engineering                            | Jeremy Rossiter Roy Baker François Duret            | Tiga GC284     | 88  |
| 36              | B   | 109 | Helmut Gall                                   | Helmut Gall Max Cohen-Olivar Ulli Richter           | BMW M1         | 66  |
| 37              | C1  | 4   | Martini Racing                                | Riccardo Patrese Bob Wollek                         | Lancia LC2-84  | 56  |
| 38              | C1  | 38  | Dorset Racing                                 | Richard Jones Mark Galvin John Williams             | Dome RC82      | 46  |
| 39              | C1  | 32  | Viscount Downe with Aston Martin Lagonda Ltd. | Ray Mallock Drake Olson                             | Nimrod NRA/C2B | 41  |
| 40              | GTP | 132 | Lyncar Motorsport Ltd.                        | Costas Los Richard Down Les Blackburn               | Lyncar MS83    | 39  |
| 41              | C2  | 72  | Gebhardt Motorsport                           | Bob Evans Frank Jelinski                            | Gebhardt JC842 | 26  |
| 42              | B   | 111 | Charles Ivey Racing                           | Paul Smith Margie Smith-Haas Paul Haas              | Porsche 930    | 19  |
| 43              | C2  | 80  | Jolly Club                                    | Carlo Facetti Martino Finotto                       | Alba AR2       | 17  |
| 44              | B   | 101 | Jens Winther Team Castrol                     | Jens Winther David Mercer Jens Winther junior       | BMW M1         | 6   |
| Nicht gestartet |     |     |                                               |                                                     |                |     |
| 45              | B   | 114 | Lateste Racing                                | Michel Lateste Michel Bienvault                     | Porsche 930    | 1   |
| 46              | GTX | 130 | Tuff Kote Dinol Racing                        | Jan Lundgardh                                       | Porsche 935 LI | 2   |
| 47              | C1  | 16  | GTi Engineering                               | Nick Mason Rochard Lloyd                            | Porsche 956    | 3   |

1 nicht gestartet
2 nicht gestartet
3 Motorschaden im Training

### Nur in der Meldeliste
Hier finden sich Teams, Fahrer und Fahrzeuge, die ursprünglich für das Rennen gemeldet waren, aber aus den unterschiedlichsten Gründen daran nicht teilnahmen.
| Pos. | Klasse | Nr. | Team                       | Fahrer                                           | Chassis       |
| ---- | ------ | --- | -------------------------- | ------------------------------------------------ | ------------- |
| 48   | C1     | 15  | Joest Racing               |                                                  | Porsche 936C  |
| 49   | C1     | 36  | Richard Cleare             | Richard Cleare David Leslie                      | Porsche CK5   |
| 50   | C2     | 94  | Techspeed Racing with Grid | Steve Thompson Tony Lanfranchi Emilio de Villota | Grid S1       |
| 51   | C2     | 99  | John Bartlett              | John Bartlett Steve Kempton                      | Lola T610     |
| 52   | C2     | 96  | Lester Roy                 | Mike Catlow Duncan Bain Jeremy Rossiter          | Harrier RX83C |
| 53   | B      | 116 | Georg Memminger            | Georg Memminger Heinz Kuhn-Weiss Paul Haas       | Porsche 930   |

### Klassensieger
| Klasse   | Fahrer                  | Fahrer         | Fahrer         | Fahrzeug    | Platzierung im Gesamtklassement |
| -------- | ----------------------- | -------------- | -------------- | ----------- | ------------------------------- |
| C1       | Jochen Mass             | Jacky Ickx     |                | Porsche 956 | Gesamtsieg                      |
| C2       | Marco Vanoli            | Davide Pavia   | Almo Coppelli  | Alba AR2    | Rang 12                         |
| B        | Edgar Dören             | Walter Mertes  |                | BMW M1      | Rang 19                         |
| IMSA GTP | kein Teilnehmer im Ziel |                |                |             |                                 |
| IMSA GTX | Vittorio Coggiola       | Gianni Mussato | Gianni Giudici | Porsche 935 | Rang 22                         |

### Renndaten
- Gemeldet: 53
- Gestartet: 44
- Gewertet: 22
- Rennklassen: 5
- Zuschauer: 35000
- Wetter am Renntag: windig und trocken
- Streckenlänge: 4,719 km
- Fahrzeit des Siegerteams: 5:05:21,200 Stunden
- Gesamtrunden des Siegerteams: 212
- Gesamtdistanz des Siegerteams: 1000,342 km
- Siegerschnitt: 196,561 km/h
- Pole Position: Riccardo Patrese – Lancia LC2-84 (#4) – 1:13,840 = 239,051 km/h
- Schnellste Rennrunde: Jochen Mass – Porsche 956 (#1) – 1:16,760 = 221,299 km/h
- Rennserie: 2. Lauf zur Sportwagen-Weltmeisterschaft 1984